# Flygvapnets teletekniska skola

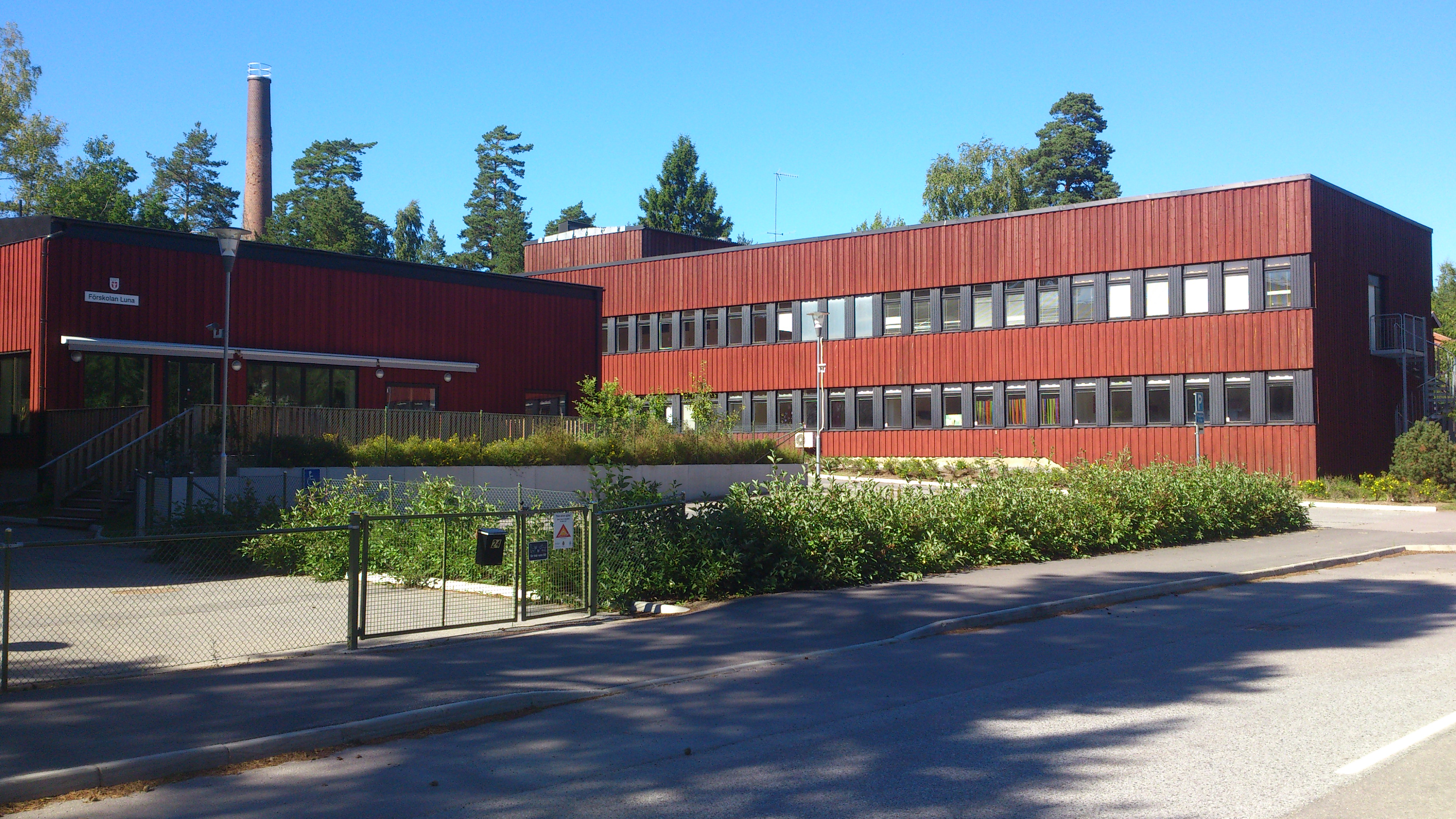
Flygvapnets teletekniska skolas byggnad i Tullinge.

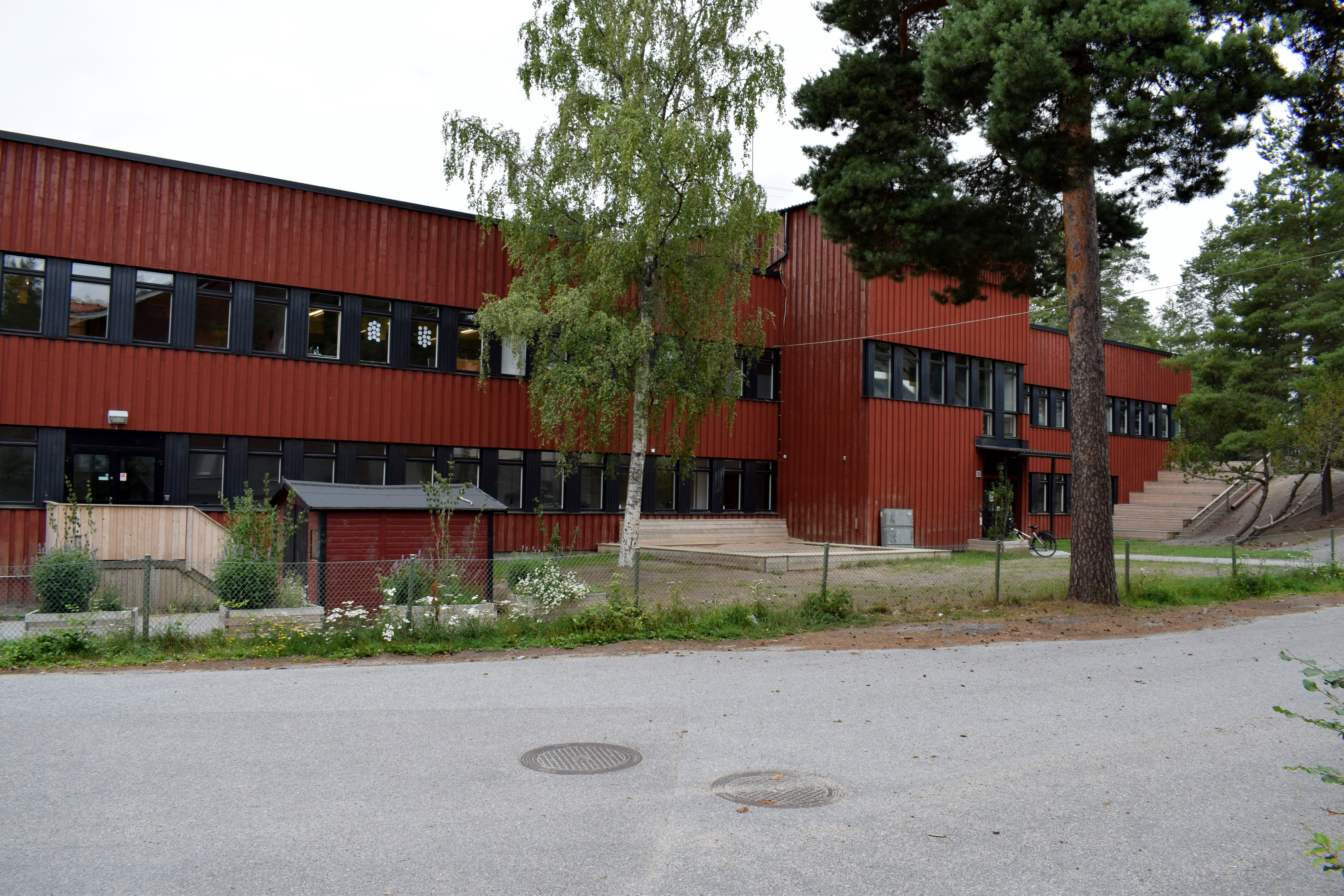
Flygvapnets teletekniska skolas byggnad i Tullinge.

Flygvapnets teletekniska skola (FTTS) var en teknisk fack- och funktionsskola för markförbanden inom svenska flygvapnet som verkade i olika former åren 1966–1985. Förbandsledningen var förlagd i Stockholms garnison i Tullinge.

## Historik
Flygvapnets teletekniska skola (FTTS) bildades 1966 vid Roslagens flygkår (F 2) i Hägernäs som Flygvapnets materielskola (FMS). I samband med att F 2 lades ner, omlokaliserades skolan till Tullinge där den fick det nya namnet Flygvapnets teletekniska skola och ingick i Flygvapnets Södertörnsskolor (F 18). I samband med att Flygvapnets Södertörnsskolor skulle avvecklas som markskoleförband 1986, kom Flygvapnets teletekniska skola att omlokaliseras 1985 till Halmstad för att där bli en del av Flygvapnets Halmstadsskolor (F 14). Samtidigt med omlokaliseringen sammanslogs skolan med Flygvapnets flygmaterielskola (FFS), vilka båda bildade den 1 oktober 1985 den nya skolan Flygvapnets markteletekniska skola (FMTS).

## Verksamhet
Vid Tullinge bestod skolan av ett trettiotal anställda vilka utbildade på olika skolavdelningar för markradar, radiolänk och databehandling. Utbildningen rent praktiskt gjordes vid utbildningsanläggningar både i Tullinge och på Flygvapnets fasta stridsanläggningar.

## Förläggningar och övningsplatser
När skolan bilades 1966 var den förlagd till kasernetablissementet i Hägernäs. År 1974 omlokaliserades skolan till Tullinge, där den förlades till Södertörns flygflottiljs gamla skolhus. Skolhuset hade dock rustats och byggts om och bland annat försetts med en tv-studio. Intill skolhuset uppfördes även en ny och modern kasern, K25, dit befälseleverna förlades.

## Förbandschefer
- 1966–1985: ???

## Namn, beteckning och förläggningsort
| Flygvapnets materielskola      | 1966-10-01 | – | 1974-06-30 |
| Flygvapnets teletekniska skola | 1974-07-01 | – | 1985-09-30 |

| FMS  | 1966-10-01 | – | 1974-06-30 |
| FTTS | 1974-07-01 | – | 1985-09-30 |

| Stockholms garnison/Hägernäs (F)           | 1966-10-01 | – | 1974-06-30 |
| Stockholms garnison/Tullinge flygplats (F) | 1974-07-01 | – | 1985-09-30 |